# 벨리즈 여자 축구 국가대표팀
벨리즈 여자 축구 국가대표팀은 벨리즈를 대표하는 여성 축구 국가대표팀으로 벨리즈 축구 연맹에서 감독한다. 남자대표팀과 마찬가지로 북중미 축구 변방국이자 최약체로 평가되는 팀들 중 하나로 2001년 과테말라와의 국제 경기 데뷔전에서 0-12로 대패했으며 현재까지 FIFA 여자 월드컵, CONCACAF W 챔피언십 등의 메이저 대회 출전 경험 또한 전무하다.

## 국제 대회 경력

### FIFA 여자 월드컵·CONCACAF W 챔피언십
2011년 FIFA 여자 월드컵 북중미카리브 지역 예선을 겸한 2010년 CONCACAF 여자 골드컵 예선을 통해 월드컵 지역 예선 겸 여자 골드컵 예선에 처음으로 모습을 드러낸 뒤 2023년 FIFA 여자 월드컵 북중미카리브 지역 예선을 겸한 2022년 CONCACAF W 챔피언십 예선 D조 3차전에서 아루바와 1-1로 비기며 첫 승점을 따낸 후 최종 4차전에서 바베이도스를 3-0으로 제압하며 21년만에 마침내 벨리즈 여자 축구 역사상 감격적인 A매치 첫 승을 신고했다.

### 중앙아메리카 경기 대회
2001년과 2013년 두 번의 대회에 참가하였으나 통산 5전 전패·1득점 43실점의 처참한 성적을 거두며 조별리그 탈락에 머물러야 했다.

## 성적

### FIFA 여자 월드컵
- 1991년 ~ 2007년: 불참
- 2011년 ~ 2015년: 진출 실패
- 2019년: 불참

### CONCACAF W 챔피언십
- 1991년 ~ 2006년: 불참
- 2010년 ~ 2014년: 진출 실패
- 2018년: 불참

### 중앙 아메리칸 게임 축구
- 2001년: 조별리그
- 2013년: 조별리그

## 같이 보기
- 벨리즈 축구 국가대표팀